# Hernando de Acuña
Hernando de Acuña y Zúñiga (Valladolid, 1518 - Granada, 22 de junio de 1580) fue militar y poeta español petrarquista del Renacimiento.

## Biografía

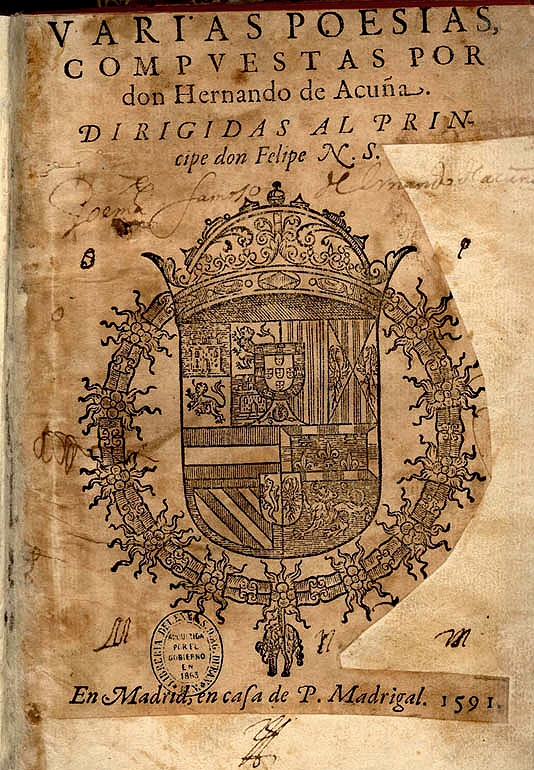
Varias poesías compuestas por don Hernando de Acuña, Madrid, P. Madrigal, 1591.

Fue el quinto hijo de los siete que tuvieron Pedro de Acuña el Cabezudo y Leonor de Zúñiga, de más que ilustre y noble linaje. Se dedicó a las armas y combatió como soldado en Italia bajo las órdenes del marqués del Vasto con quien participó en la guerra del Piamonte cubriendo la plaza dejada por su difunto hermano Pedro. También sirvió en Alemania. Cantó a dos damas las silvias y galateas de sus versos durante su estancia hacia 1543 en Tesino. Detenido por los franceses, es rescatado por el emperador quien lo nombró gobernador de Cherasco (Querasco). Finalmente participó en la famosa batalla de San Quintín.
Sobre 1560 deja la vida militar y se traslada a España, casándose con una prima suya llamada Juana de Zúñiga e instalándose en Granada, donde junto a don Diego Hurtado de Mendoza ejerció su influencia sobre los poetas jóvenes.

## Obras
Pertenece a la primera generación de poetas españoles petrarquistas del Renacimiento. En 1536 conoció a Garcilaso de la Vega, quien le dedicó un epigrama en latín poco antes de morir, Garciae Lasi de la Vega ad Ferdinandum de Acuña que fue impreso en la primera edición de El caballero determinado. Tradujo obras clásicas de grandes escritores latinos e italianos (el Orlando innamorato de Mateo Boyardo). Es conocido por sus sonetos, sus églogas y elegías, algunas de ellas dedicadas al Emperador Carlos I de España. Este es el tema de su famoso soneto "Ya se acerca, señor, o ya es llegada", que se hizo famoso por uno de sus versos, que resume el ideal político de Carlos I: "Un monarca, un imperio y una espada". 

Ya se acerca, Señor, o ya es llegada / la edad gloriosa en que promete el cielo / una grey y un pastor solo en el suelo, / por suerte a vuestros tiempos reservada; / ya tan alto principio, en tal jornada, / os muestra el fin de vuestro santo celo / y anuncia al mundo, para más consuelo, / un Monarca, un Imperio y una Espada; / ya el orbe de la tierra siente en parte / y espera en todo vuestra monarquía, / conquistada por vos en justa guerra, / que, a quien ha dado Cristo su estandarte, / dará el segundo más dichoso día / en que vencido el mar, venza la tierra.

Destacó también por sus poemas de inspiración mitológica grecolatina: Fábula de Narciso, adaptación de La favola di Narciso, de Luigi Alamanni, La contienda de Áyax Telamonio y de Ulises (en endecasílabos blancos), o la Carta de Dido a Eneas, de ecos ovidianos; y los sonetos dedicados a Faetón, Ícaro, Endimión o la red de amor. Lírica íntima se desgrana en su famoso soneto "A la soledad":

Pues se conforma nuestra compañía, / no dejes, soledad, de acompañarme, / que, al punto que vinieses a faltarme, / muy mayor soledad padecería. / Tú haces ocupar mi fantasía / sólo en el bien que basta a contentarme, / y no es parte sin ti, para alegrarme / con todo su placer, el alegría. / Contigo partiré, si no me dejas, / los altos bienes de mi pensamiento, / que me escapan de manos de la muerte; / y no te daré parte de mis quejas, / ni del cuidado, ni de mi tormento, / ni dártela osaré por no perderte.

Asimismo, se le daba muy bien el contrafactum humorístico o parodia, por ejemplo, del mismo Garcilaso de la Vega en "A un buen caballero, y mal poeta, la lira de Garcilaso contrahecha":

De vuesta torpe lira / ofende tanto el son, que en un momento / mueve al discreto a ira / y a descontentamiento, / y vos solo, señor, quedáis contento. / Yo en ásperas montañas / no dudo que tal canto endureciese / las fieras alimañas, / o a risa las moviese, / si natura el reír les concediese. / Y cuanto habéis cantado / es para echar las aves de su nido, / y el fiero Marte airado, / mirándoos, se ha reído / de veros tras Apolo andar perdido...

Este personaje pudo ser, según Russell P. Sebold, Jerónimo de Urrea o Luis Zapata de Chaves. Su viuda publicó en Madrid a su muerte sus Varias poesías en 1591, un cancionero petrarquista afín a los publicados por poetas de su generación como Garcilaso de la Vega o Juan Boscán.

## Ediciones
- El caballero determinado, traducido de lengua francesa en castellana por don Hernando de Acuña, Amberes, I. Steelsio, 1553 (Amberes, 1555, 1591; Salamanca, 1560, 1573; Barcelona, 1565; Madrid, 1590)
- Adición al Caballero determinado, compuesta por el mismo autor, Madrid, P. Madrigal, 1590 (El cavallero determinado, ed. de Baranda, Infantes y Huidobro, Toledo, Antonio Pareja, 2000)
- Varias poesías, Madrid, P. Madrigal, 1591 (Madrid, Sancha, 1804)
- Varias poesías de Hernando de Acuña, ed. de Elena Catena de Vindel, Madrid, Consejo Superior de Investigaciones Científicas (CSIC), 1954
- Hernando de Acuña. Varias poesías, ed. de A. Vilanova, Barcelona, Selecciones Bibliófilas, 1954
- Poesías de Hernando de Acuña, ed. de L. Rubio González, Valladolid, Institución Cultural Simancas, 1981
- Hernando de Acuña. Varias poesías, ed. de L. F. Díaz Larios, Madrid, Cátedra, 1982.

## Brindis de los Tercios
El llamado Brindis de los tercios se le ha atribuido incorrectamente. Sin embargo, no existe ninguna prueba documental que vincule a este poeta con el texto popularizado como "Brindis de los tercios". El mencionado brindis pertenece a la obra de teatro de Eduardo Marquina En Flandes se ha puesto el sol, estrenada en 1909, donde habla de la retirada de los Tercios de Flandes, hecho sucedido décadas después del fallecimiento de Acuña. Y en la obra de Eduardo Marquina, es capitán Diego de Acuña y no Hernando de Acuña.